# Dease Lake (sjö)
Dease Lake är en sjö i Kanada.   Den ligger i provinsen British Columbia, i den centrala delen av landet, 3 900 km väster om huvudstaden Ottawa. Dease Lake ligger 752 meter över havet. Arean är 51 kvadratkilometer. Den sträcker sig 38,8 kilometer i nord-sydlig riktning, och 6,4 kilometer i öst-västlig riktning.
Trakten runt Dease Lake är nära nog obefolkad, med mindre än två invånare per kvadratkilometer.